# Aq Sunqur al-Bursuqi
Āq Sunqur al-Bursuqī al-Ghāzī (in arabo آق سنقر البرسقي‎?, Aq Sunqur al-Bursuqī; ... – Mosul, 26 novembre 1126) è stato un militare e funzionario turco selgiuchide, poi atabeg di Mosul (1113-1115 e 1121-1124) e di Aleppo (1125-1126), responsabile di numerosi fatti d'arme contro i Crociati.
Non deve essere confuso con Āq Sunqur al-Ḥājib, padre di Zengi, e neppure con Bursuq ibn Bursuq, un altro comandante turco che lottò del pari contro i Crociati.

## Biografia
Nel 1111, fu governatore di Hamadhān e partecipò alla contro-Crociata condotta da Mawdūd b. Altūntāsh, che finì in un fallimento. Mawdūd fu assassinato a Damasco il 2 ottobre 1113 e il Sultano selgiuchide Muḥammad I affidò Mosul ad Āq Sunqur al-Bursuqī assieme al compito di organizzare una nuova contro-Crociata. Nel maggio 1114, egli partì dunque da Mosul alla testa d'un esercito di 15.000 uomini e sottomise l'Emiro Īlghāzī b. Artuq, che si era reso indipendente e che fu obbligato ad affidare ad Āq Sunqur al-Bursuqī un contingente di soldati condotti da suo figlio Ayāz.
Al-Bursuqī assediò Edessa per un mese o due ma, per carenze di viveri, dovette togliere l'assedio e limitarsi a saccheggiare i dintorni della città. Entrò in seguito in contrasto con Ayāz e lo fece imprigionare, l'attaccò e l'obbligò a ritirarsi a Mosul.
Āq Sunqur al-Bursuqī cadde in disgrazia nel 1115 col Sultano, che affidò Mosul a un capo turco, Uzbeg o Juyūsh Beg e la direzione della contro-Crociata fu affidata a Bursuq ibn Bursuq.
Nel 1118, diventò Emiro di al-Rahba e partecipò con Toghtigin, Atābeg di Damasco, a un attacco contro Aleppo, che fallì a causa dell'intervento del Principe Boemondo II di Antiochia. Lo stesso anno fu nominato rappresentante del Sultano selgiuchide di Persia presso il Califfo abbaside. Il Sultano Muḥammad morì poco dopo e il Sultanato selgiuchide cadde preda dell'anarchia successoria.
L'erede al Sultanato selgiuchide, Maḥmūd II, aveva 14 anni e alcuni Emiri sottoposti a suo padre cominciarono a ribellarsi, come quello dei Banū Mazyād, diretto dallo sceicco beduino Dubays b. Ṣadaqa. Āq Sunqur al-Bursuqī si mosse per sottometterli ma Juyūsh Beg, Emiro di Mosul e protettore di Masʿūd, fratello cadetto di Maḥmūd, ne approfittò per ribellarsi e cercare d'imporre il suo protetto, marciando su Baghdad. Un altro pretendente, il generale turco Manguwīresh, uscì allo scoperto e Āq Sunqur al-Bursuqī sottoscrisse con lui una pace e si alleò a Dubays per fronteggiare questi nuovi pericoli. Juyūsh Beg fu sconfitto, ma non poté resistere a Manguwīresh e ripiegò su Mosul.
Manguwīresh si comportò tirannicamente a Baghdad e dovette evacuare la città di fronte all'insurrezione dei suoi abitanti. Fu allora che Sanjar, fratello di Muḥammad I, intervenne per affermarsi come Sultano e Maḥmūd fu costretto a riconoscerlo come Sultano supremo. La lotta continuò tuttavia fra Maḥmūd e Masʿūd e fu solo nel mese di maggio del 1121 che Āq Sunqur al-Bursuqī riuscì a far riconciliare i due fratelli. Ricevette quindi Mosul come premio e anche per allontanarlo da Baghdad, dove  era entrato in contrasto col Califfo abbaside al-Mustarshid.
Dubays allora si rivoltò e sconfisse Āq Sunqur al-Bursuqī sulle rive dell'Eufrate nel 1122, ma fu a sua volta battuto da un altro esercito di Āq Sunqur al-Bursuqī nel marzo 1123.
Nel 1124 ebbe l'ordine di organizzare un nuovo jihād contro i Crociati e gli abitanti di Aleppo, alla morte dell'atabeg urtuchide Balak, lo chiamarono perché gli succedesse nella carica. Fece il suo ingresso in città il 29 gennaio 1125 e prese possesso della città. Invase in seguito il Principato di Antiochia e s'impadronì di Kfartāb il 9 maggio 1125, assediò ʿAzāz il 22 maggio, ma il re Baldovino II di Gerusalemme lo sconfisse davanti alla fortezza nella Battaglia di Azaz il 13 giugno. Nel 1126, attaccò nuovamente il Principato di Antiochia e assediò Athūrab, ma il sopraggiungere di Baldovino II e di Joscelin I di Edessa lo obbligò a battere in ritirata.
Fu assassinato il 26 novembre 1126 a Mosul. Suo figlio ʿIzz al-Dīn Masʿūd b. Bursuqī gli succedette, ma nel 1127 dovette lasciare il posto a Zengi.